# Saparmyrat Nyýazow

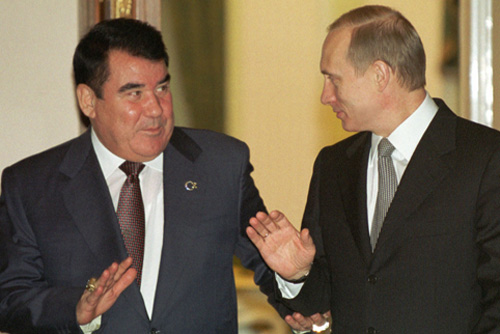
Saparmyrat Nyýazow i Władimir Putin. (2002)

Saparmyrat Ataýewiç Nyýazow (turkm. cyrylica: Сапармырат Атаевич Ныязов, ros. Сапармурат Атаевич Ниязов, Saparmurat Atajewicz Nijazow; ur. 19 lutego 1940 w Gypjaku, zm. 21 grudnia 2006 w Aszchabadzie) – turkmeński polityk, pierwszy sekretarz Komunistycznej Partii Turkmeńskiej SRR w latach 1985–1991, prezydent Turkmenistanu oraz przewodniczący Demokratycznej Partii Turkmenistanu w latach 1991–2006.

## Kariera polityczna
Działał w Komunistycznej Partii Turkmeńskiej SRR. 21 grudnia 1985 zastąpił Muhammetnazara Gapurowa na stanowisku pierwszego sekretarza partii. Sprawował ten urząd do 16 grudnia 1991, kiedy na skutek rozpadu Związku Radzieckiego i uzyskania niepodległości przez Turkmenistan partię komunistyczną rozwiązano. Jednocześnie zainicjował powstanie Demokratycznej Partii Turkmenistanu (turkm. Türkmenistanyň Demokratik Partiýasy), która stała się jedynym legalnym ugrupowaniem w kraju. W wyborach prezydenckich przeprowadzonych 21 czerwca 1992 uzyskał 99,50% głosów przy frekwencji wynoszącej 99,8%. W wyniku referendum z 15 stycznia 1994 roku jego mającą trwać 5 lat kadencję przedłużono do 2002 roku. 28 grudnia 1999 roku w obliczu przybliżającego się końca jego rządów parlament ogłosił go dożywotnim prezydentem.
Osoba prezydenta była przedmiotem kultu jednostki na wzór stalinowski. W kraju postawiono liczne pomniki Nyýazowa, a urzędy pełne były jego portretów. Dzień jego urodzin był świętem narodowym, a sam Nyýazow przyjął tytuł Türkmenbaşy (Turkmenbaszy, czyli „ojca wszystkich Turkmenów”), zaś komisja historyków ustaliła, że jest on potomkiem Aleksandra Wielkiego. Na jego cześć miasto Krasnowodzk zmieniło nazwę na Türkmenbaşy. Jego wizerunek został umieszczony na turkmeńskich monetach obiegowych wyemitowanych w 1993 i 1999 roku.
W rękach Nyýazowa skupiała się cała władza w państwie. Jako prezydent był on nie tylko głową państwa, ale także szefem rządu, przewodniczącym wyższego organu władzy ustawodawczej – Rady Ludowej (turkm. Halk Maslahaty), przewodniczącym Konwentu Seniorów, najwyższym dowódcą sił zbrojnych oraz przewodniczącym Rady Obrony i Bezpieczeństwa Narodowego. Interesy państwa podporządkowane zostały interesom członków rodziny Nyýazowa, która przejęła cały turkmeński rynek wełny, bawełny, ropy naftowej, gazu ziemnego oraz innych cennych surowców.
Pod jego rządami Turkmenistan prowadził politykę niezaangażowania, dlatego też Nyýazow nie poparł amerykańskiej interwencji w Afganistanie, a w 2005 ogłosił rozluźnienie więzów Turkmenistanu ze Wspólnotą Niepodległych Państw. W 2006 nawiązał dialog z Unią Europejską, mający jej zapewnić uniezależnienie od gazu rosyjskiego. Miał duże poparcie społeczne, bo gwarantował mieszkańcom swojego kraju darmowe dostawy gazu, energii elektrycznej i ogrzewanie.
Przez swoje kontrowersyjne decyzje był nazywany przez media „jednym z najdziwniejszych dyktatorów świata”. Nyýazow w czasie sprawowania władzy m.in. przeprowadził reformę turkmeńskiego kalendarza, zakazał funkcjonowania cyrków, oper i baletu, posiadania psów mieszkańcom Aszchabadu, noszenia długich bród i włosów oraz zamknął wszystkie szpitale w Turkmenistanie znajdujące się poza Aszchabadem.
Saparmyrat Nyýazow był również autorem książki Ruhnama (Księga ducha), przedstawiającej wizję historyczną i polityczną prezydenta oraz będącej (obok Koranu) podstawą edukacji w Turkmenistanie. Zdanie egzaminu ze znajomości książki było wymagane m.in. w celu uzyskania prawa jazdy.

### Śmierć i sukcesja
Zmarł 21 grudnia 2006 w wyniku nagłego ataku serca. W związku z jego śmiercią w Turkmenistanie ogłoszono siedmiodniowy okres żałoby narodowej. Zostawił żonę Muzę oraz syna Myrata i córkę Irinę. Pogrzeb odbył się 24 grudnia 2006 w Aszchabadzie, lecz ciało spoczęło w meczecie w Gypjaku.
Następcą Nyýazowa został wybrany wicepremier Gurbanguly Berdimuhamedow, który w kolejnych latach ograniczył kult jednostki poprzednika, wprowadził nową konstytucję, zainicjował odejście od międzynarodowej izolacji Turkmenistanu oraz formalnie zlikwidował ustrój jednopartyjny. Mimo to kraj został sklasyfikowany na 160 miejscu spośród 167 krajów objętych badaniem wskaźnika demokracji przez Economist Intelligence Unit w 2014 roku – najniżej spośród państw byłego ZSRR.

## Odznaczenia
- Order Świętego Księcia Daniela Moskiewskiego
- Bohater Turkmenistanu
- Medal „Altyn Aý” (pięciokrotnie)
- Order „Galkynyş”
- Order Prezydenta Turkmenistanu „Bitaraplyk”
- Order Księcia Jarosława Mądrego
- Order Przyjaźni Narodów
- Medal „Za pracowniczą dzielność”
- Medal jubileuszowy „W upamiętnieniu 100-lecia urodzin Władimira Iljicza Lenina”